# Bathymedon palpalis
Bathymedon palpalis är en kräftdjursart. Bathymedon palpalis ingår i släktet Bathymedon och familjen Oedicerotidae. Inga underarter finns listade i Catalogue of Life.